# مورو ليتشيزي
مورو ليتشيزي (بالإيطالية: Muro Leccese)‏ هي بلدية في مقاطعة ليتشي في إقليم بوليا الإيطالي.

## السكان
في سنة 1861 بلغ عدد السكان 2٬135 نسمة، وتطور العدد ليصل في سنة 2011 لـ 5٬091 نسمة.
يظهر هذا المخطط البياني تطور النمو السكاني لـ مورو ليتشيزي